# Mark Webber
Mark Alan Webber (ur. 27 sierpnia 1976 w Queanbeyan) – australijski kierowca wyścigowy. W latach 2002–2013 startował w Formule 1, gdzie trzykrotnie kończył sezon na trzeciej pozycji (2010, 2011, 2013).

## Życiorys

### Początki kariery
Webber wcześnie rozpoczął karierę sportową. Swoje dzieciństwo spędził jako chłopiec od piłek w pierwszoligowym zespole rugby, Canberra Raiders. Karierę w sportach samochodowych rozpoczął od kartingu. Sukcesy w ojczystym kraju pomogły mu awansować do Formuły Ford, gdzie odniósł kilka zwycięstw, wliczając wygraną w Adelaide w 1995 i trzecie miejsce na festiwalu Duckhams Formula Ford Festival w Brands Hatch, podczas jego międzynarodowego debiutu.
Jego potencjał został zauważony przez lidera Formuły Ford, Van Diemena i został on zatrudniony na sezon 1996. Ale stało się to dopiero po jego wygranej w inauguracyjnym Grand Prix Melbourne w Formule Holden.
Jego pierwszy sezon w europejskich wyścigach ukończył na drugim miejscu w Brytyjskiej Formule Ford, wygrywając czterokrotnie. Zwyciężył także w prestiżowym Duckhams Formula Ford Festival, dołączając do grona jego zwycięzców: Johnny'ego Herberta, Eddiego Irvine'a, Jana Magnussena i Jensona Buttona.
Dzień po sukcesie na festiwalu Webber przeszedł pomyślnie testy dla zespołu Alan Docking Racing, startującego w Formule 3. W zespole tym spędził cały sezon 1997. Wygrał swój czwarty w karierze wyścig w F3 na torze Brands Hatch i w klasyfikacji zajął czwartą pozycję. Zajął także trzecią pozycję w Marlboro Masters i czwartą w Grand Prix Makau.
Jego sukcesy w Formule 3 doprowadziły do podpisania kontraktu z AMG i występach w FIA GT Championship w 1998 roku. Webber był partnerem obrońcy tytułu Bernda Schneidera, pomagając mu w odniesieniu pięciu wygranych, nie zdobyli jednak tytułu przegrywając o osiem sekund na torze Laguna Seca w Kalifornii.
Kontynuując współpracę z AMG, Webber rozpoczął sezon 1999 jako główny kierowca swojego zespołu i z własnym samochodem. Program wyścigów zespołu w tym sezonie został zredukowany i obejmował wyścig 24 Godziny Le Mans i wybrane eliminacje serii American Le Mans Series. Program został przerwany po spektakularnym locie i obrotach w powietrzu samochodu Webbera podczas czwartkowych treningów do wyścigu w Le Mans. Bolid został odbudowany do wyścigu, lecz Webber podczas sesji rozgrzewkowej rozbił się w taki sam sposób. Z obydwu wypadków udało mu się ujść bez większych obrażeń. Pięć godzin po tym zdarzeniu, podczas wyścigu, jego partner z zespołu, Peter Dumbreck doświadczył identycznego zdarzenia. Cały program Mercedesa został zawieszony, a samochody już nigdy nie wystartowały.
Webber wrócił do wyścigów bolidów o otwartym nadwoziu. Został przedstawiony swojemu rodakowi, Paulowi Stoddartowi przez Eddiego Jordana i rozpoczął pracę dla zespołu European Arrows Formula Racing w Mistrzostwach Formuły 3000. Pomimo braku doświadczenia szybko objął prowadzenie w klasyfikacji generalnej, a ostatecznie zajął trzecią pozycję. Został tym samym najwyżej sklasyfikowanym debiutantem sezonu 2000.

### Formuła 1

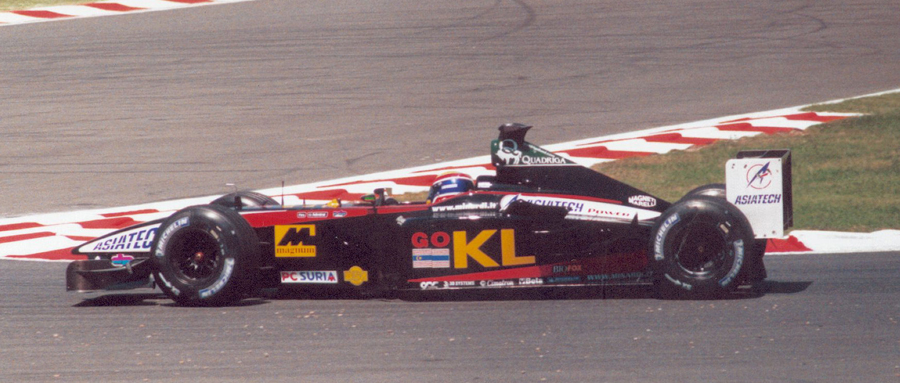
Mark Webber w bolidzie Minardi PS02 podczas Grand Prix Francji w 2002 roku

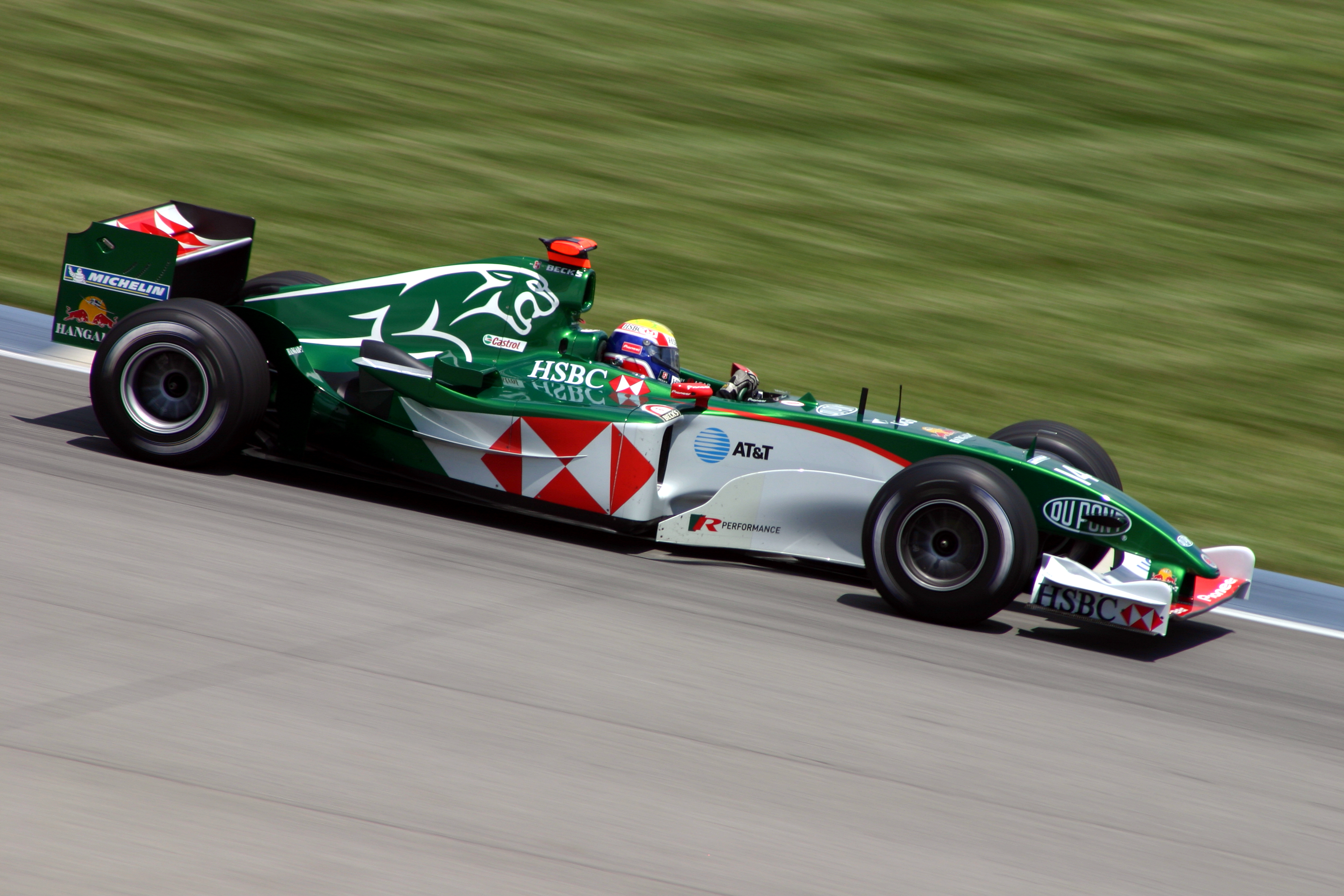
Mark Webber w bolidzie Jaguar R5 podczas Grand Prix Stanów Zjednoczonych w 2004 roku

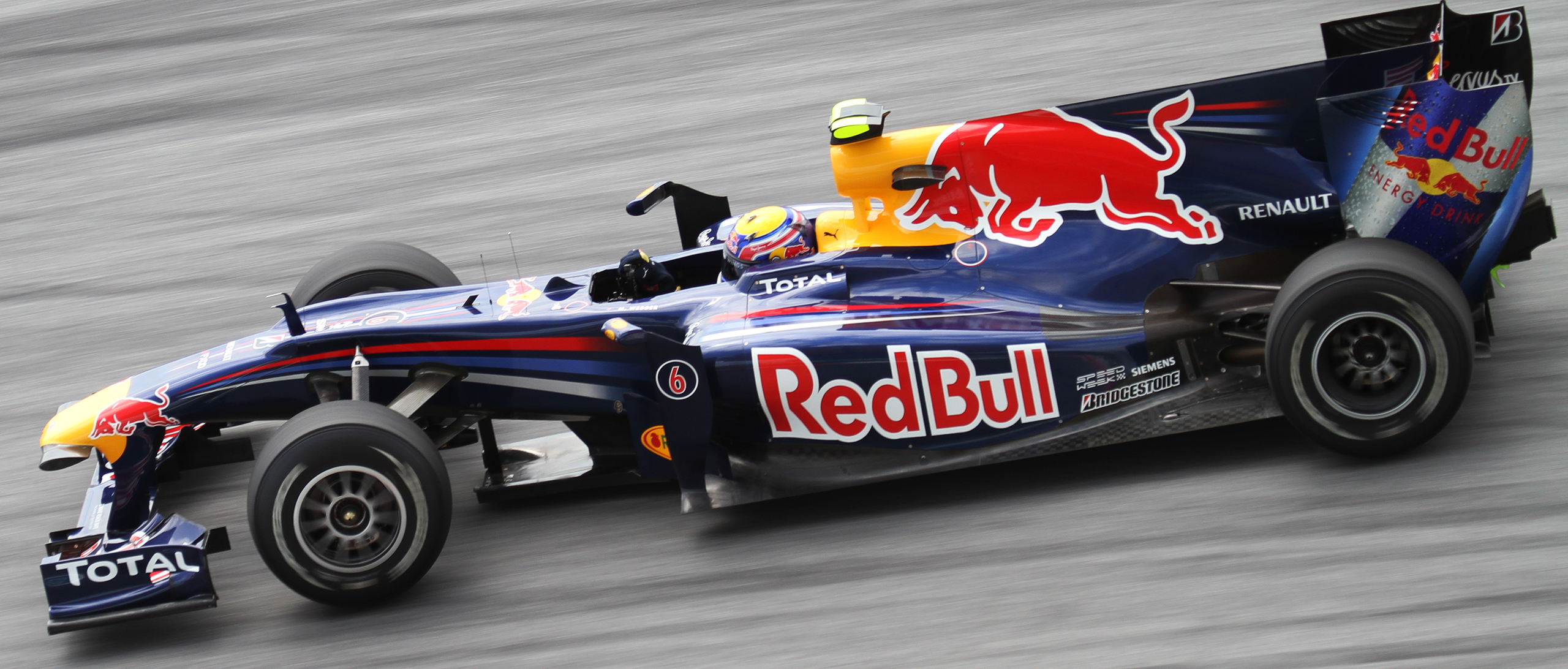
Mark Webber w bolidzie Red Bull RB6 podczas Grand Prix Malezji w 2010 roku

Po odrzuceniu kontraktu z zespołem Arrows w lipcu 2000, Webber wziął udział w trzydniowych testach zespołu Benetton na torze Estoril. Okazał się lepszy od Giancarlo Fisichelli i Ralfa Schumachera. Jego osiągi zapewniły mu posadę oficjalnego kierowcy testowego w zespole w sezonie 2001. W tym samym roku został wicemistrzem w Międzynarodowej Formule 3000 w zespole Super Nova Racing.
W sezonie 2002 rozpoczął pracę dla zespołu Paula Stoddarta, Minardi. Pomimo bardzo słabego bolidu został najlepszym debiutantem sezonu. W jego debiutanckim Grand Prix, w rodzinnej Australii, zajął piątą pozycję, zdobywając dla Minardi pierwsze punkty od sezonu 1999. Stał się tym samym jednym z czterech australijskich kierowców, którzy zdobyli punkty w Formule 1. W każdym wyścigu podczas kwalifikacji okazywał się lepszy od swoich partnerów z zespołu, Alexa Yoonga i Anthony'ego Davidsona.
W sezonie 2003 został głównym kierowcą zespołu Jaguar Racing. Zdobył dla zespołu 17 z 18 zgromadzonych przez nią punktów i zajął dziewiątą pozycję w klasyfikacji generalnej kierowców. Do pierwszych wyścigów sezonu 2004 zakwalifikował się na szóstej i drugiej pozycji, nie zdołał ich jednak ukończyć. Ostatecznie uplasował się na trzynastej pozycji w klasyfikacji z siedmioma zdobytymi punktami.
W sezonie 2005 został kierowcą zespołu Williams F1, jego partnerem został Nick Heidfeld. Jego debiut w zespołu, który przypadł na Grand Prix Australii był udany, zajął 5 pozycję. W dalszej części sezonu Webbera w Grand Prix Monako zajął trzecie miejsce, co było jego pierwszym podium w karierze. Ostatecznie zajął jednak dziesiąte miejsce w klasyfikacji końcowej będąc przed swoim zespołowym partnerem Nickiem Heidfeldem, który doznał kontuzji. W kolejnym roku ponownie reprezentował barwy zespołu Williams. Tym razem jego partnerem był debiutant Nico Rosberg. Australijczykowi udało się zdobyć siedem punktów. Głównym tego powodem były zawodne silniki Coswortha. Sezon ukończył na czternastej pozycji w klasyfikacji generalnej.
Od sezonu 2007 reprezentuje barwy zespołu Red Bull Racing. Debiutancki rok w austriackim zespole osiągnął trzecie miejsce podczas Grand Prix Europy oraz dodatkowe cztery punkty dały mu dwunaste miejsce na koniec sezonu, został jednak pokonany przez zespołowego partnera, Davida Coultharda. W drugim roku startów w Red Bull Racing był lepszy od Brytyjczyka, który wdawał się w różne kolizje. Red Bull w tym sezonie w klasyfikacji generalnej został wyprzedzony przez siostrzaną ekipę Scuderia Toro Rosso. Ostatecznie 21 punktów dało mu jedenastą pozycję w klasyfikacji generalnej. 3 lipca 2008 ogłoszono, iż Mark Webber będzie kierowcą tego zespołu również w sezonie 2009 mając za partnera Sebastiana Vettela, który zastąpił odchodzącego na sportową emeryturę Davida Coultharda. Podczas Grand Prix Niemiec 2009 zdobył swoje pierwsze Pole Position w Formule 1 i odniósł pierwsze zwycięstwo. Wygrał także przedostatni wyścig sezonu, Grand Prix Brazylii.
W sezonie 2010 kontynuował starty w Red Bull Racing z Sebastianem Vettelem. Na torze Sepang startował z pole position, ale wyścig ukończył na drugiej pozycji po tym, jak został wyprzedzony przez Vettela na starcie. W Hiszpanii zdobył pole position i wygrał wyścig. Odniósł także zwycięstwo w prestiżowym Grand Prix Monako. Na torze Istanbul Park w Turcji wywalczył kolejne pole position, i prowadził w wyścigu, Vettel zaczął go doganiać. Spróbował ataku za zakrętem 11. Wcisnął się po wewnętrznej, po czym próbował zejść na zewnętrzną stronę toru. Bolidy zderzyły się, Vettel nie ukończył wyścigu, a Webber po wymianie skrzydła dojechał na trzeciej pozycji obejmując prowadzenie w klasyfikacji generalnej. Na wyścig na Silverstone Red Bull Racing przygotował dwa nowe skrzydła do swoich bolidów. Podczas treningu mocowanie przedniego skrzydła w bolidzie Vettela uległo uszkodzeniu, i skrzydło zostało zniszczone. Zespół zdecydował zamontować w bolidzie młodego Niemca skrzydło z bolidu Webbera, który dostał starą wersję skrzydła. W kwalifikacjach był drugi, za Vettelem, na starcie wyprzedził Niemca i odniósł zwycięstwo po kontrowersjach związanych z przednim skrzydłem. Na Hungaroringu startował z drugiej pozycji, którą utrzymał na starcie, wygrał wyścig.
Pod koniec 2010 roku dzięki dyskwalifikacji Andy'ego Priaulxa, Mark Webber otrzymał prestiżową nagrodę BRDC Gold Star 2010.
27 czerwca 2013 roku ogłosił zakończenie kariery w Formule 1 oraz dołączenie do zespołu Porsche w serii World Endurance Championship.

## Wyniki
Stan: 24 listopada 2013

### Formuła 1
| Legenda oznaczeń w tabelach wyników Wyświetl szablon na nowej stronie | Legenda oznaczeń w tabelach wyników Wyświetl szablon na nowej stronie                                                                     |
| Oznaczenie                                                            | Wyjaśnienie |
| --------------------------------------------------------------------- | --- |
| Złoty                                                                 | Zwycięzca lub mistrzostwo |
| Srebrny                                                               | 2. miejsce lub wicemistrzostwo |
| Brązowy                                                               | 3. miejsce lub II wicemistrzostwo |
| Zielony                                                               | Ukończył, punktował (w klasyfikacji generalnej, gdy zdobył co najmniej jeden punkt na przestrzeni sezonu, poza trzema powyższymi opcjami) |
| Niebieski                                                             | Ukończył, nie punktował (w klasyfikacji generalnej, gdy nie zdobył co najmniej jednego punktu na przestrzeni sezonu)                      |
| Czerwony                                                              | Nie zakwalifikował się (NZ) |
| Czerwony                                                              | Nie prekwalifikował się (NPK) |
| Różowy                                                                | Nie ukończył (NU) |
| Różowy                                                                | Niesklasyfikowany (NS) (w klasyfikacji generalnej, gdy nie został sklasyfikowany w żadnym wyścigu sezonu)                                 |
| Czarny                                                                | Zdyskwalifikowany (DK) |
| Czarny                                                                | Wykluczony (WYK/EX) |
| Biały                                                                 | Nie wystartował (NW) |
| Biały                                                                 | Kontuzjowany (K/INJ) |
| Biały                                                                 | Wyścig odwołany (OD/C) |
| Bez koloru                                                            | Został wycofany (WYC/WD) |
| Bez koloru                                                            | Nie przybył (NP/DNA) |
| Bez koloru                                                            | Nie brał udziału w treningach (NT/DNP) |
| Bez koloru                                                            | Nie został zgłoszony (–) |
| Pogrubienie                                                           | Start z pole position |
| Kursywa                                                               | Najszybsze okrążenie wyścigu |
| †                                                                     | Nie ukończył, ale jego rezultat został zaliczony ze względu na przejechanie więcej niż 90% dystansu wyścigu.                              |
| *                                                                     | Sezon w trakcie |
| 1/2/3                                                                 | Punktowana pozycja w sprincie kwalifikacyjnym                                                                                             |
| Lista systemów punktacji Formuły 1                                    | |

| Sezon | Zespół          | Samochód              | Pozycje startowe / w wyścigach | Pozycje startowe / w wyścigach | Pozycje startowe / w wyścigach | Pozycje startowe / w wyścigach | Pozycje startowe / w wyścigach | Pozycje startowe / w wyścigach | Pozycje startowe / w wyścigach | Pozycje startowe / w wyścigach | Pozycje startowe / w wyścigach | Pozycje startowe / w wyścigach | Pozycje startowe / w wyścigach | Pozycje startowe / w wyścigach | Pozycje startowe / w wyścigach | Pozycje startowe / w wyścigach | Pozycje startowe / w wyścigach | Pozycje startowe / w wyścigach | Pozycje startowe / w wyścigach | Pozycje startowe / w wyścigach | Pozycje startowe / w wyścigach | Pozycje startowe / w wyścigach | Pozycje startowe / w wyścigach |
| Sezon | Zespół          | Silnik                | 1                              | 2                              | 3                              | 4                              | 5                              | 6                              | 7                              | 8                              | 9                              | 10                             | 11                             | 12                             | 13                             | 14                             | 15                             | 16                             | 17                             | 18                             | 19                             | 20                             | 21                             |
| 2002  |                 |                       | Australia                      | Malezja                        | Brazylia                       | San Marino                     | Hiszpania                      | Austria                        | Monako                         | Kanada                         | Unia Europejska                | Wielka Brytania                | Francja                        | Niemcy                         | Węgry                          | Belgia                         | Włochy                         | Stany Zjednoczone              | Japonia                        |                                |                                |                                |                                |
| ----- | --------------- | --------------------- | ------------------------------ | ------------------------------ | ------------------------------ | ------------------------------ | ------------------------------ | ------------------------------ | ------------------------------ | ------------------------------ | ------------------------------ | ------------------------------ | ------------------------------ | ------------------------------ | ------------------------------ | ------------------------------ | ------------------------------ | ------------------------------ | ------------------------------ | ------------------------------ | ------------------------------ | ------------------------------ | ------------------------------ |
| 2002  | Minardi         | Minardi PS02          | 18                             | 21                             | 20                             | 19                             | 20                             | 21                             | 19                             | 21                             | 20                             | 20                             | 18                             | 21                             | 19                             | 19                             | 19                             | 18                             | 19                             |                                |                                |                                |                                |
| 2002  | Minardi         | Asiatech AT02 3.0 V10 | 5                              | NU                             | 11                             | 11                             | NW                             | 12                             | 11                             | 11                             | 15                             | NU                             | 8                              | NU                             | 16                             | NU                             | NU                             | NU                             | 10                             |                                |                                |                                |                                |
| 2003  |                 |                       | Australia                      | Malezja                        | Brazylia                       | San Marino                     | Hiszpania                      | Austria                        | Monako                         | Kanada                         | Unia Europejska                | Francja                        | Wielka Brytania                | Niemcy                         | Węgry                          | Włochy                         | Stany Zjednoczone              | Japonia                        |                                |                                |                                |                                |                                |
| 2003  | Jaguar Racing   | Jaguar R4             | 14                             | 16                             | 3                              | 5                              | 12                             | 17                             | 9                              | 6                              | 11                             | 9                              | 11                             | 11                             | 3                              | 11                             | 14                             | 6                              |                                |                                |                                |                                |                                |
| 2003  | Jaguar Racing   | Cosworth CR-5 3.0 V10 | NU                             | NS                             | 9†                             | NU                             | 7                              | 7                              | NU                             | 7                              | 6                              | 6                              | 14                             | 11†                            | 6                              | 7                              | NU                             | 11                             |                                |                                |                                |                                |                                |
| 2004  |                 |                       | Australia                      | Malezja                        | Bahrajn                        | San Marino                     | Hiszpania                      | Monako                         | Unia Europejska                | Kanada                         | Stany Zjednoczone              | Francja                        | Wielka Brytania                | Niemcy                         | Węgry                          | Belgia                         | Włochy                         |                                | Japonia                        | Brazylia                       |                                |                                |                                |
| 2004  | Jaguar Racing   | Jaguar R5             | 6                              | 2                              | 14                             | 8                              | 9                              | 12                             | 14                             | 14                             | 10                             | 12                             | 10                             | 12                             | 11                             | 7                              | 12                             | 12                             | 3                              | 12                             |                                |                                |                                |
| 2004  | Jaguar Racing   | Cosworth CR-6 3.0 V10 | NU                             | NU                             | 8                              | 13                             | 12                             | NU                             | 7                              | NU                             | NU                             | 9                              | 8                              | 6                              | 10                             | NU                             | 9                              | 10                             | NU                             | NU                             |                                |                                |                                |
| 2005  |                 |                       | Australia                      | Malezja                        | Bahrajn                        | San Marino                     | Hiszpania                      | Monako                         | Unia Europejska                | Kanada                         | Stany Zjednoczone              | Francja                        | Wielka Brytania                | Niemcy                         | Węgry                          | Turcja                         | Włochy                         | Belgia                         | Brazylia                       | Japonia                        |                                |                                |                                |
| 2005  | Williams F1     | Williams FW27         | 3                              | 4                              | 5                              | 4                              | 2                              | 3                              | 3                              | 14                             | 9                              | 13                             | 6                              | 16                             | 7                              | 14                             | 10                             | 14                             | 7                              | 10                             | 7                              |                                |                                |
| 2005  | Williams F1     | BMW P84/5 3.0 V10     | 5                              | NU                             | 6                              | 7                              | 6                              | 3                              | NU                             | 5                              | NW                             | 12                             | 11                             | NS                             | 7                              | NU                             | 14                             | 4                              | NU                             | 4                              | 7                              |                                |                                |
| 2006  |                 |                       | Bahrajn                        | Malezja                        | Australia                      | San Marino                     | Unia Europejska                | Hiszpania                      | Monako                         | Wielka Brytania                | Kanada                         | Stany Zjednoczone              | Francja                        | Niemcy                         | Węgry                          | Turcja                         | Włochy                         |                                | Japonia                        | Brazylia                       |                                |                                |                                |
| 2006  | Williams F1     | Williams FW28         | 7                              | 5                              | 7                              | 10                             | 10                             | 11                             | 2                              | 17                             | 17                             | 12                             | 11                             | 11                             | 6                              | 9                              | 19                             | 15                             | 14                             | 11                             |                                |                                |                                |
| 2006  | Williams F1     | Cosworth CA2006       | 6                              | NU                             | NU                             | 6                              | NU                             | 9                              | NU                             | NU                             | 12                             | NU                             | NU                             | NU                             | NU                             | 10                             | 10                             | 8                              | NU                             | NU                             |                                |                                |                                |
| 2007  |                 |                       | Australia                      | Malezja                        | Bahrajn                        | Hiszpania                      | Monako                         | Kanada                         | Stany Zjednoczone              | Francja                        | Wielka Brytania                | Unia Europejska                | Węgry                          | Turcja                         | Włochy                         | Belgia                         | Japonia                        |                                | Brazylia                       |                                |                                |                                |                                |
| 2007  | Red Bull Racing | Red Bull RB3          | 7                              | 10                             | 8                              | 19                             | 6                              | 6                              | 9                              | 14                             | 11                             | 6                              | 9                              | 12                             | 11                             | 8                              | 8                              | 7                              | 5                              |                                |                                |                                |                                |
| 2007  | Red Bull Racing | Renault RS27-2007     | 13                             | 10                             | NU                             | NU                             | NU                             | 9                              | 7                              | 12                             | NU                             | 3                              | 9                              | NU                             | 9                              | 7                              | NU                             | 10                             | NU                             |                                |                                |                                |                                |
| 2008  |                 |                       | Australia                      | Malezja                        | Bahrajn                        | Hiszpania                      | Turcja                         | Monako                         | Kanada                         | Francja                        | Wielka Brytania                | Niemcy                         | Węgry                          | Unia Europejska                | Belgia                         | Włochy                         | Singapur                       | Japonia                        |                                | Brazylia                       |                                |                                |                                |
| 2008  | Red Bull Racing | Red Bull RB4          | 15                             | 8                              | 11                             | 7                              | 6                              | 9                              | 10                             | 8                              | 2                              | 8                              | 8                              | 14                             | 7                              | 3                              | 13                             | 13                             | 6                              | 12                             |                                |                                |                                |
| 2008  | Red Bull Racing | Renault RS27-2008     | NU                             | 7                              | 7                              | 5                              | 7                              | 4                              | 12                             | 6                              | 10                             | NU                             | 9                              | 12                             | 8                              | 8                              | NU                             | 8                              | 14                             | 9                              |                                |                                |                                |
| 2009  |                 |                       | Australia                      | Malezja                        |                                | Bahrajn                        | Hiszpania                      | Monako                         | Turcja                         | Wielka Brytania                | Niemcy                         | Węgry                          | Unia Europejska                | Belgia                         | Włochy                         | Singapur                       | Japonia                        | Brazylia                       |                                |                                |                                |                                |                                |
| 2009  | Red Bull Racing | Red Bull RB5          | 8                              | 5                              | 3                              | 18                             | 5                              | 8                              | 4                              | 3                              | 1                              | 3                              | 9                              | 9                              | 10                             | 4                              | 19                             | 2                              | 3                              |                                |                                |                                |                                |
| 2009  | Red Bull Racing | Renault RS27-2009     | 12                             | 6                              | 2                              | 11                             | 3                              | 5                              | 2                              | 2                              | 1                              | 3                              | 9                              | 9                              | NU                             | NU                             | 17                             | 1                              | 2                              |                                |                                |                                |                                |
| 2010  |                 |                       | Bahrajn                        | Australia                      | Malezja                        |                                | Hiszpania                      | Monako                         | Turcja                         | Kanada                         | Unia Europejska                | Wielka Brytania                | Niemcy                         | Węgry                          | Belgia                         | Włochy                         | Singapur                       | Japonia                        | Korea Południowa               | Brazylia                       |                                |                                |                                |
| 2010  | Red Bull Racing | Red Bull RB6          | 6                              | 2                              | 1                              | 2                              | 1                              | 1                              | 1                              | 2                              | 2                              | 2                              | 4                              | 2                              | 1                              | 4                              | 5                              | 2                              | 2                              | 3                              | 5                              |                                |                                |
| 2010  | Red Bull Racing | Renault RS27-2010     | 8                              | 9                              | 2                              | 8                              | 1                              | 1                              | 3                              | 5                              | NU                             | 1                              | 6                              | 1                              | 2                              | 6                              | 3                              | 2                              | NU                             | 2                              | 8                              |                                |                                |
| 2011  |                 |                       | Australia                      | Malezja                        |                                | Turcja                         | Hiszpania                      | Monako                         | Kanada                         | Unia Europejska                | Wielka Brytania                | Niemcy                         | Węgry                          | Belgia                         | Włochy                         | Singapur                       | Japonia                        | Korea Południowa               | Indie                          |                                | Brazylia                       |                                |                                |
| 2011  | Red Bull Racing | Red Bull RB7          | 3                              | 3                              | 18                             | 2                              | 1                              | 3                              | 4                              | 2                              | 1                              | 1                              | 6                              | 3                              | 5                              | 2                              | 6                              | 4                              | 3                              | 4                              | 2                              |                                |                                |
| 2011  | Red Bull Racing | Renault RS27-2011     | 5                              | 4                              | 3                              | 2                              | 4                              | 4                              | 3                              | 3                              | 3                              | 3                              | 5                              | 2                              | NU                             | 3                              | 4                              | 3                              | 4                              | 4                              | 1                              |                                |                                |
| 2012  |                 |                       | Australia                      | Malezja                        |                                | Bahrajn                        | Hiszpania                      | Monako                         | Kanada                         | Unia Europejska                | Wielka Brytania                | Niemcy                         | Węgry                          | Belgia                         | Włochy                         | Singapur                       | Japonia                        | Korea Południowa               | Indie                          |                                | Stany Zjednoczone              | Brazylia                       |                                |
| 2012  | Red Bull Racing | Red Bull RB8          | 5                              | 4                              | 6                              | 3                              | 11                             | 1                              | 4                              | 19                             | 2                              | 8                              | 11                             | 12                             | 11                             | 7                              | 2                              | 1                              | 2                              | 2                              | 3                              | 3                              |                                |
| 2012  | Red Bull Racing | Renault RS27-2012     | 4                              | 4                              | 4                              | 4                              | 11                             | 1                              | 7                              | 4                              | 1                              | 8                              | 8                              | 6                              | 20†                            | 11                             | 9                              | 2                              | 3                              | NU                             | NU                             | 4                              |                                |
| 2013  |                 |                       | Australia                      | Malezja                        |                                | Bahrajn                        | Hiszpania                      | Monako                         | Kanada                         | Wielka Brytania                | Niemcy                         | Węgry                          | Belgia                         | Włochy                         | Singapur                       | Korea Południowa               | Japonia                        | Indie                          |                                | Stany Zjednoczone              | Brazylia                       |                                |                                |
| 2013  | Red Bull Racing | Red Bull RB9          | 2                              | 5                              | 14                             | 7                              | 8                              | 4                              | 5                              | 4                              | 3                              | 10                             | 3                              | 2                              | 4                              | 13                             | 1                              | 4                              | 1                              | 2                              | 4                              |                                |                                |
| 2013  | Red Bull Racing | Renault RS27-2013     | 6                              | 2                              | NU                             | 7                              | 5                              | 3                              | 4                              | 2                              | 7                              | 4                              | 5                              | 3                              | 15†                            | NU                             | 2                              | NU                             | 2                              | 3                              | 2                              |                                |                                |

### 24h Le Mans
| Rok  | Zespół       | Partnerzy                       | Samochód             | Klasa  | Okr. | Poz. | Klasa Pos. |
| ---- | ------------ | ------------------------------- | -------------------- | ------ | ---- | ---- | ---------- |
| 1998 | AMG-Mercedes | Klaus Ludwig Bernd Schneider    | Mercedes-Benz CLK-LM | GT1    | 19   | NU   | NU         |
| 1999 | AMG-Mercedes | Jean-Marc Gounon Marcel Tiemann | Mercedes-Benz CLR    | LMGTP  | 0    | NW   | NW         |
| 2014 | Porsche Team | Brendon Hartley Timo Bernhard   | Porsche 919 Hybrid   | LMP1-H | 346  | NS   | NS         |
| 2015 | Porsche Team | Brendon Hartley Timo Bernhard   | Porsche 919 Hybrid   | LMP1   | 394  | 2    | 2          |
| 2016 | Porsche Team | Brendon Hartley Timo Bernhard   | Porsche 919 Hybrid   | LMP1   | 346  | 13   | 5          |

## Rekordy
| Rekord                               | Liczba          |
| ------------------------------------ | --------------- |
| Rekord okrążenia Silverstone Circuit | 1:33.401 (2013) |

## Życie prywatne
Mark Webber mieszka ze swoją dziewczyną w Aylesbury w Buckinghamshire.